# Aston Martin DBS
La Aston Martin DBS, e la sua evoluzione con un nuovo motore DBS V8, (le cui sigle significano David Brown Sports) è una coupé granturismo prodotta dalla casa automobilistica britannica Aston Martin tra il 1967 ed il 1972.
La DBS inizialmente è disponibile solo con il noto motore sei cilindri in linea ereditato dalla DB6 poi, nel 1969, arriva la nuova DBS V8, con un motore otto cilindri a V totalmente nuovo. Entrambe le versioni sono prodotte con la stessa carrozzeria fino al 1972 quando si trasformano nelle nuove Aston Martin Vantage (6 cilindri in linea) e Aston Martin V8.

## Il contesto

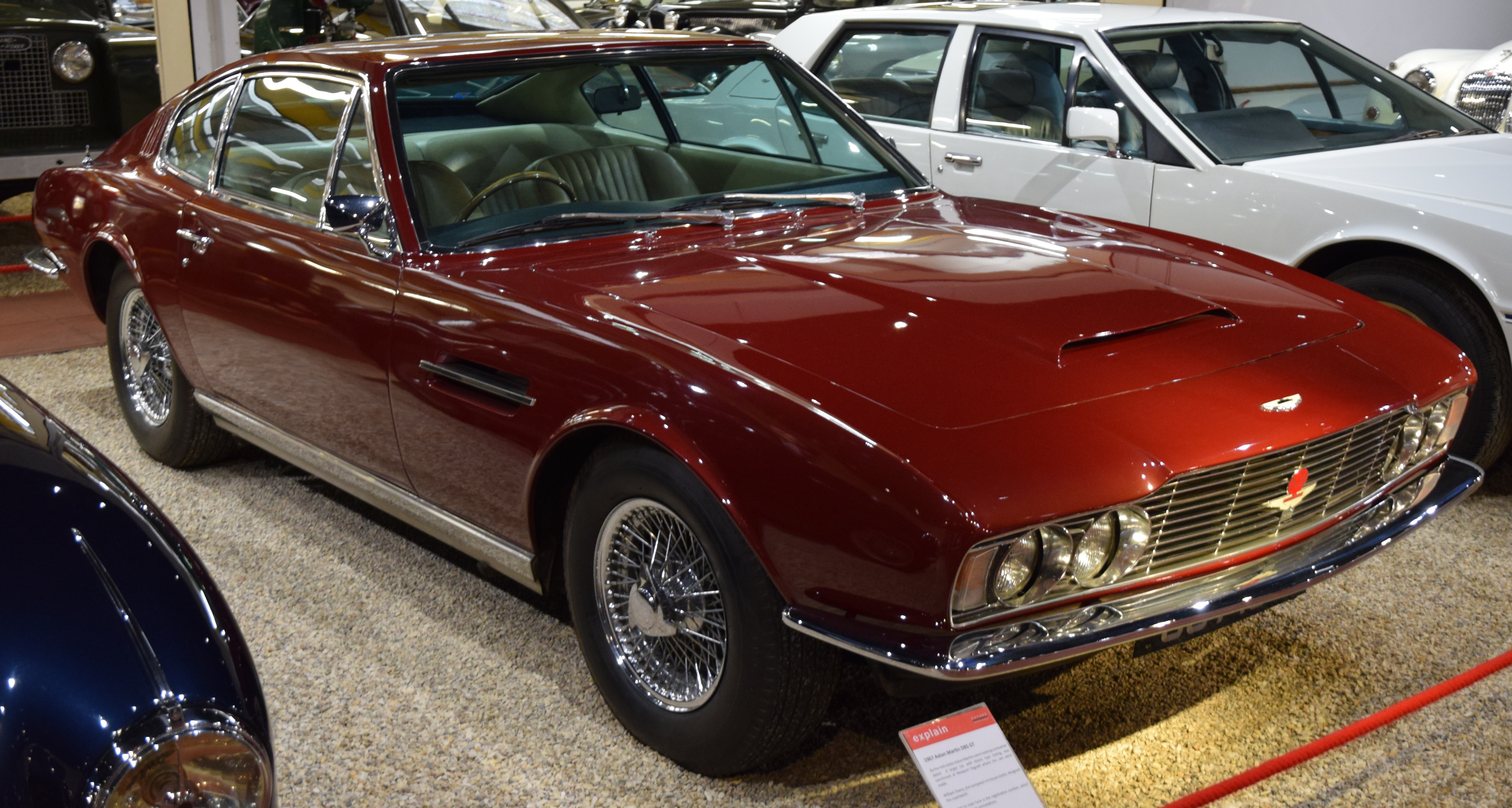
Una delle prime Aston Martin DBS del 1967 nell'Haynes International Motor Museum

L'Aston Martin DBS, nata per sostituire la precedente DB6, è l'ultimo modello sviluppato dalla Aston Martin durante la sua appartenenza al gruppo David Brown. Fin dal 1963 David Brown, preoccupato per il calo delle vendite, decide che è necessario lanciare una nuova vettura più comoda ed equipaggiata con un motore V8, per soddisfare le sempre crescenti richieste del mercato americano.
Per questo motivo incarica Tadek Marek, il progettista del precedente 6 cilindri in linea, di progettare un nuovo motore V8, interamente in alluminio con quattro alberi a camme in testa, e l'ingegnere Harold Beach di progettare il pianale della nuova gran turismo, più spaziosa e comoda delle precedenti DB4, DB5 e DB6 e capace di accogliere sin da subito il nuovo motore V8.
Per la carrozzeria l'Aston Martin fa realizzare due prototipi alla Carrozzeria Touring di Milano, già autrice delle DB4/5/6, noti come Aston Martin DBSC Touring. A causa della fredda accoglienza del pubblico ai saloni cui vennero presentate e della precaria situazione finanziaria del carrozziere milanese la linea dei due prototipi viene bocciata e l'incarico di disegnare la nuova gran turismo passa al giovane designer interno William Towns.

## La storia del modello
La nuova DBS debutta nel 1967 ed è una raffinata granturismo dotata di una meccanica migliorata rispetto alla DB6. La nuova auto viene dotata di 4 freni a disco, sterzo servoassistito, cambio manuale a 5 marce, sospensioni anteriori a ruote indipendenti e soprattutto retrotreno con ponte De Dion. La nuova coupé avrebbe dovuto far debuttare anche il nuovo V8, tutto in lega di alluminio e con 4 alberi a camme in testa, ma vari problemi di messa a punto costrinsero la casa di Newport Pagnell ad impiegare inizialmente i 6 cilindri in linea della precedente DB6.

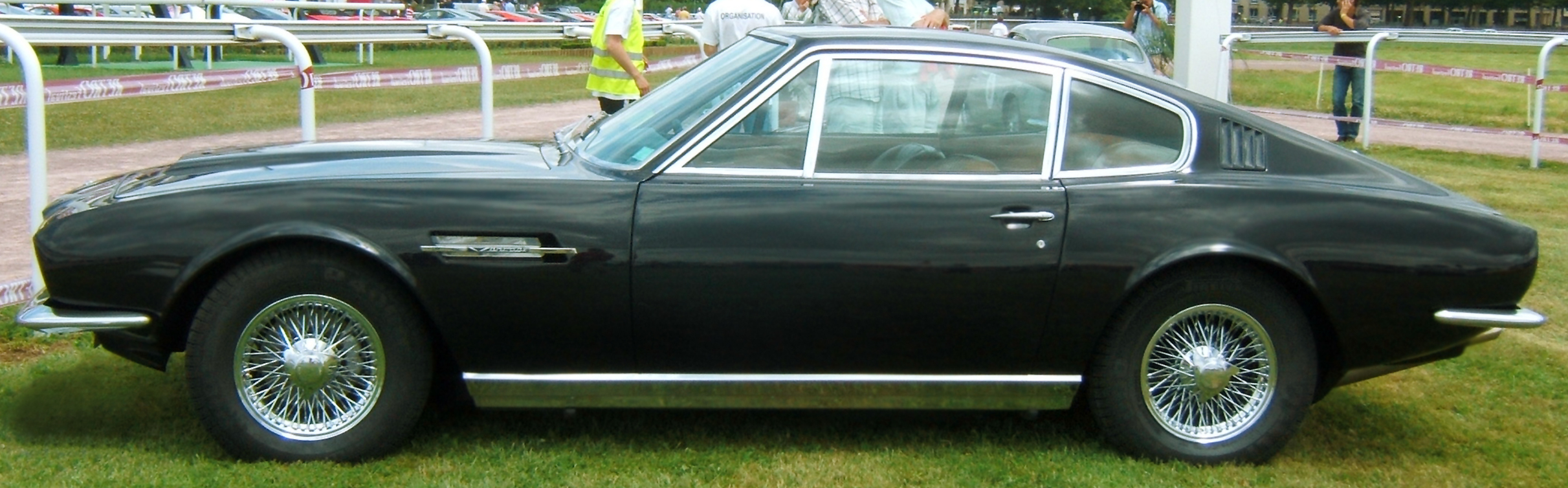
La fiancata di una DBS, si noti la griglia di sfogo dietro i finestrini posteriori

### La carrozzeria e gli interni
L'Aston Martin DBS disegnata da William Towns è una granturismo due porte con coda fastback, caratterizzata da una carrozzeria di generose dimensioni (261 cm di passo, 459 cm di lunghezza, 133 cm d'altezza e ben 183 cm di larghezza) con abitabilità per 2+2 persone (con i due posti posteriori considerati di fortuna ma comunque più ampi rispetto alla DB6) e pesante 1588 kg. Queste dimensioni rendono la nuova DBS più una veloce gran turismo che una sportiva pura, come testimoniavano la presenza del servosterzo, gradito soprattutto negli USA, e gli interni lussuosi, realizzati con pelle e radica.
La caratteristica distintiva della DBS è la griglia cromata, con la tipica forma ottagonale, che occupa tutto il frontale e ingloba i quattro proiettori circolari di piccolo diametro e gli indicatori di direzione; il tutto sopra un singolo paraurti cromato. La fiancata richiama lo stile italiano contemporaneo, con un'impostazione generale non molto differente da quella delle Maserati Ghibli e Fiat Dino Coupé, in cui il lungo cofano si contrappone ad un abitacolo raccolto e ad una coda tronca. Sul parafango anteriore vi è la piccola griglia di sfogo dell'aria calda coperta da una barra cromata, già tipica del marchio inglese, con su scritta l'indicazione del modello, il sottoporta è percorso da un listello cromato e dietro i finestrini posteriori, simili a quelli della DB6, sono poste le griglie di sfogo dell'aria viziata. Il lunotto e il bagagliaio sono separati da un pannello in cui sono montati i due tappi di riempimento per il serbatoio. La coda è tronca, con i fanali rettangolari montati alle estremità del pannello posteriore concavo, sotto il quale si trovano il paraurti cromato ed un pannello con le luci di retromarcia, il portatarga e l'alloggiamento dei terminali di scarico cromati.

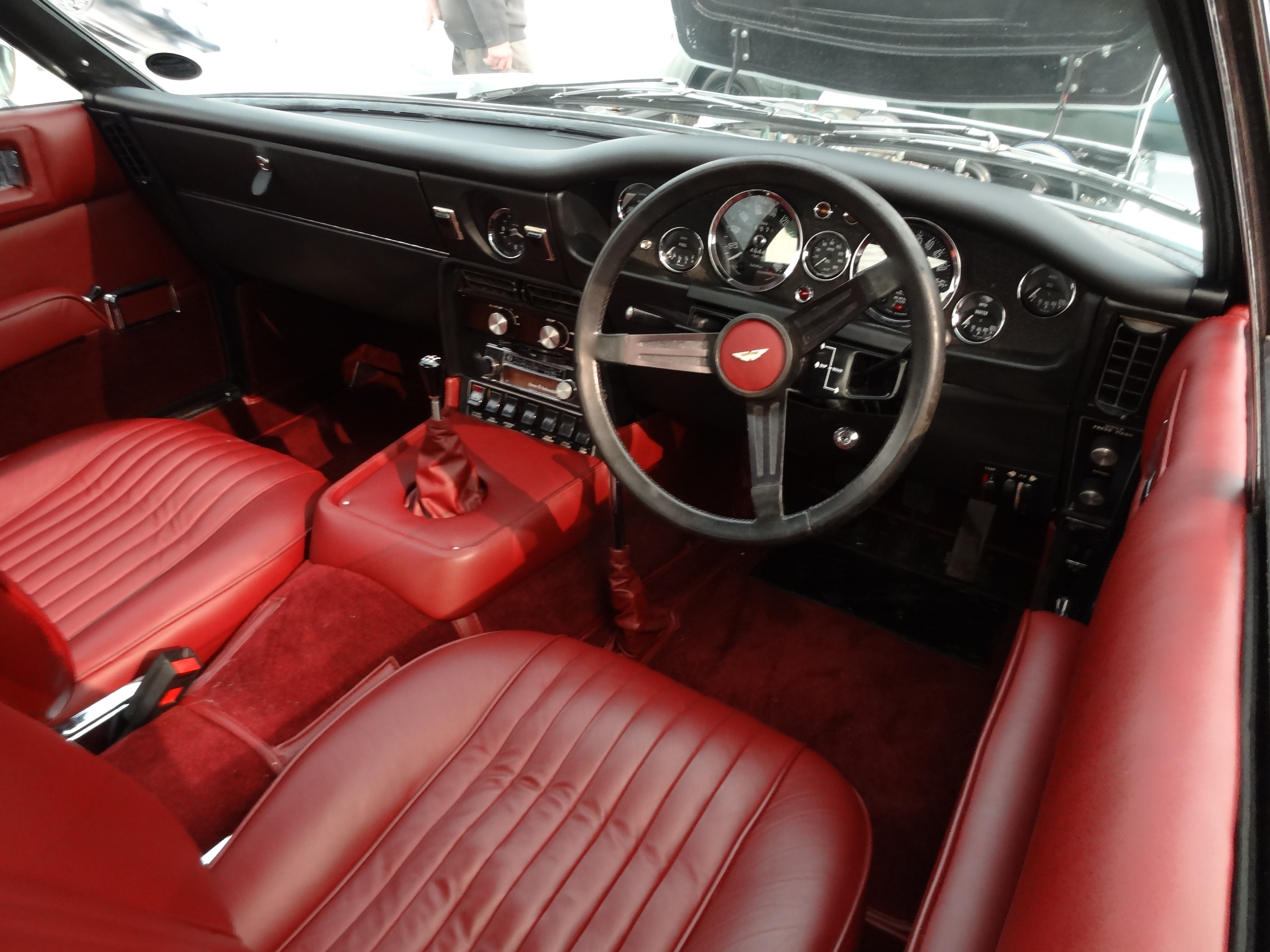
Il posto di guida di una DBS

Gli interni sono comodi e lussuosi, con le quattro poltrone e il volante rivestiti in pelle Connolly, il cruscotto nero con gli strumenti Smiths circolari a fondo nero; il tutto realizzato con un elevato grado di finitura. In più vi sono l'aria condizionata, gli alzacristalli elettrici e il servosterzo.

### La meccanica
Al momento del debutto la DBS è disponibile in un'unica versione mossa dal noto 6 cilindri in linea bialbero in alluminio di 3996 cm³ alimentato da tre carburatori SU HD8 con 282 CV e raggiunge la velocità massima di 227 km/h, considerata modesta per la cilindrata. Per ovviare alla carenza di prestazioni, sentita soprattutto in Europa, pochi mesi dopo l'Aston Martin offre il pacchetto Vantage in cui il motore, grazie all'alimentazione a 3 carburatori doppio corpo Weber 45 DCOE9 e al rapporto di compressione più elevato, dispone di 325 CV, sufficienti a farle toccare i 258 km/h di velocità massima. Sulla vettura, nota come DBS Vantage, anche i freni e l'assetto vennero adeguati alle maggiori prestazioni.
Il telaio a pianale portante è in acciaio scatolato mentre la carrozzeria è in lega di alluminio. Le sospensioni anteriori sono a ruote indipendenti con schema a quadrilateri deformabili, con molle elicoidali, ammortizzatori idraulici telescopici Armstrong coassiali e barra antirollio, mentre quelle posteriori sfruttano un ponte De Dion, con doppi puntoni longitudinali di reazione, parallelogramma di Watt, molle elicoidali e ammortizzatori a leva Armstrong Selectaride regolabili elettricamente. Lo sterzo è a pignone e cremagliera, le ruote sono a raggi con gallettone centrale di fissaggio e l'impianto frenante è di primo livello, con servofreno a depressione e quattro freni a disco, di cui i posteriori inboard. Per gratificare il pubblico statunitense viene offerto anche il cambio automatico Chrysler Torque Flite a tre velocità al posto dell'unità manuale ZF a cinque marce montata di serie in blocco con il motore, con frizione monodisco a secco Borg & Beck.

### La DBS V8

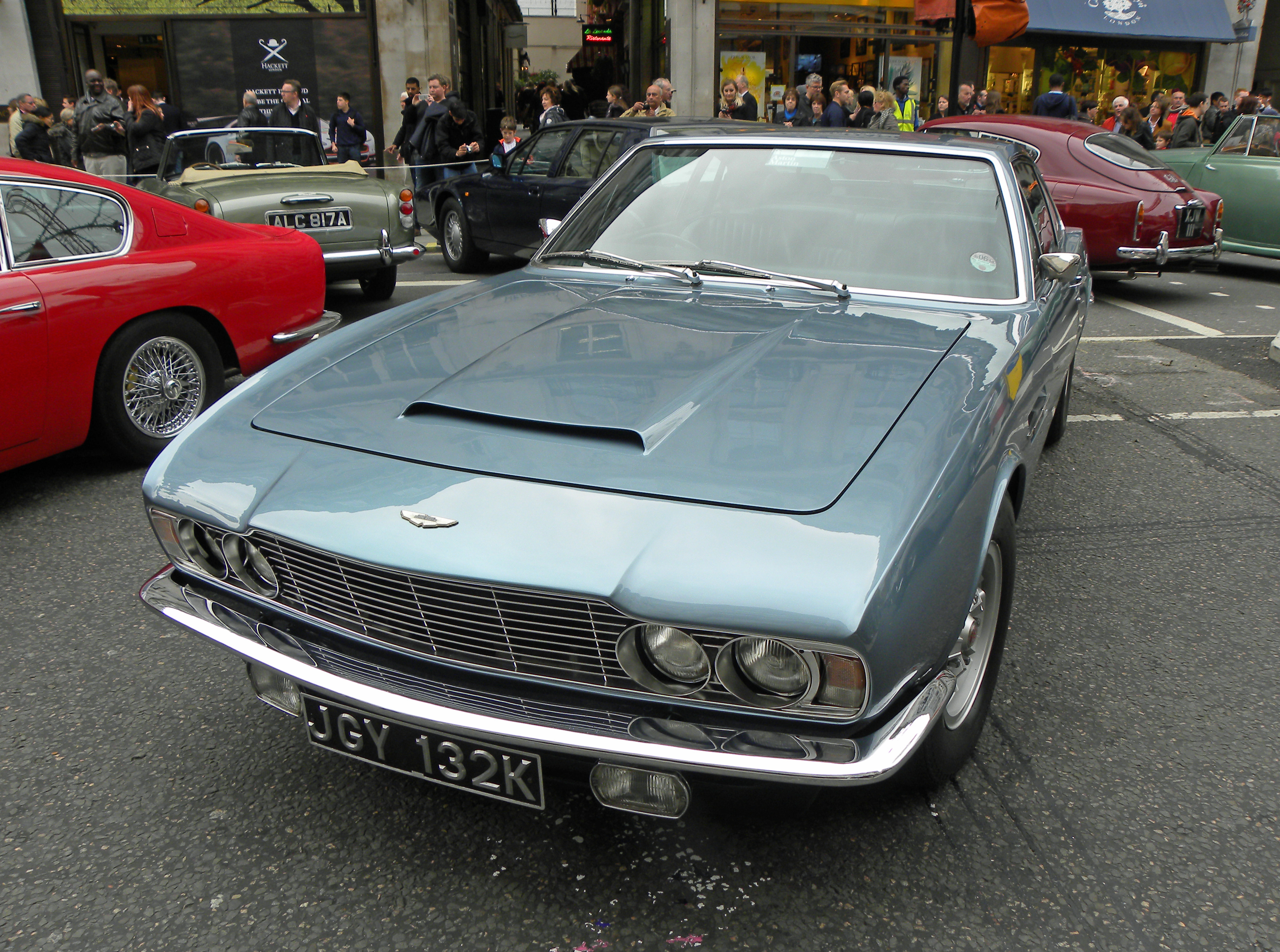
Un'Aston Martin V8

L'Aston Martin comincia a sviluppare un nuovo motore V8 già nel 1963, sotto la direzione di Tadek Marek, per migliorare le prestazioni offerte dal sei cilindri, giunto al termine dello sviluppo. Per appagare il mercato americano viene progettata una moderna unità 4,8 litri con monoblocco, testata e numerosi accessori realizzati in leghe di alluminio per contenere il peso, due alberi a camme in testa per bancata, inclinate di 90° tra loro, e impianto di iniezione meccanica Bosch. Sempre pensando al mercato nordamericano, dove Chrysler, Ford e General Motors producono motori di dimensioni simili per le loro auto sportive, la cilindrata definitiva viene aumentata a 5,3 litri (alesaggio × corsa: 100 × 85 mm, totale 5341 cm3) per ottenere 325 CV a 5500 giri/min. Il nuovo V8 è installato per la prima volta su un'auto su due Lola T70 gestite dal Team Surtees alla 24 Ore di Le Mans del 1967; entrambe le auto si ritirano, proprio per guasti ai motori, ma le modifiche applicate dopo queste defezioni assicurano una migliore affidabilità sui motori prodotti in serie.
Nel gennaio 1970 lo sviluppo del nuovo V8 giunge al termine e viene finalmente installato sulla DBS dando origine alla DBS V8. Nel listino della casa la DBS V8 si posiziona sopra la DBS Vantage, da cui eredita il resto della meccanica sostanzialmente invariata eccetto che per i freni a disco, ora autoventilanti su tutte le ruote, e fa uscire definitivamente dal listino la DB6 Mk II. Esternamente si distingue dalla DBS standard per le targhette identificative del modello e soprattutto per i nuovi cerchi in lega con cinque colonnette di fissaggio anziché quelli a raggi. Il nuovo propulsore, disponendo di 325 CV grazie al sistema d'iniezione meccanica Bosch, spinge i 1727 kg della nuova DBS V8 fino a 259 km/h.
Con l'introduzione della DBS V8 viene leggermente modificata la carrozzeria di tutte le DBS. Le griglie di sfogo dell'aria viziata sono spostate da dietro i finestrini al pannello tra lunotto e bagagliaio, le strisce cromate sottoporta sono inspessite e vengono leggermente modificati i pannelli della carrozzeria sotto i paraurti anteriori e posteriori.

## La fine della produzione

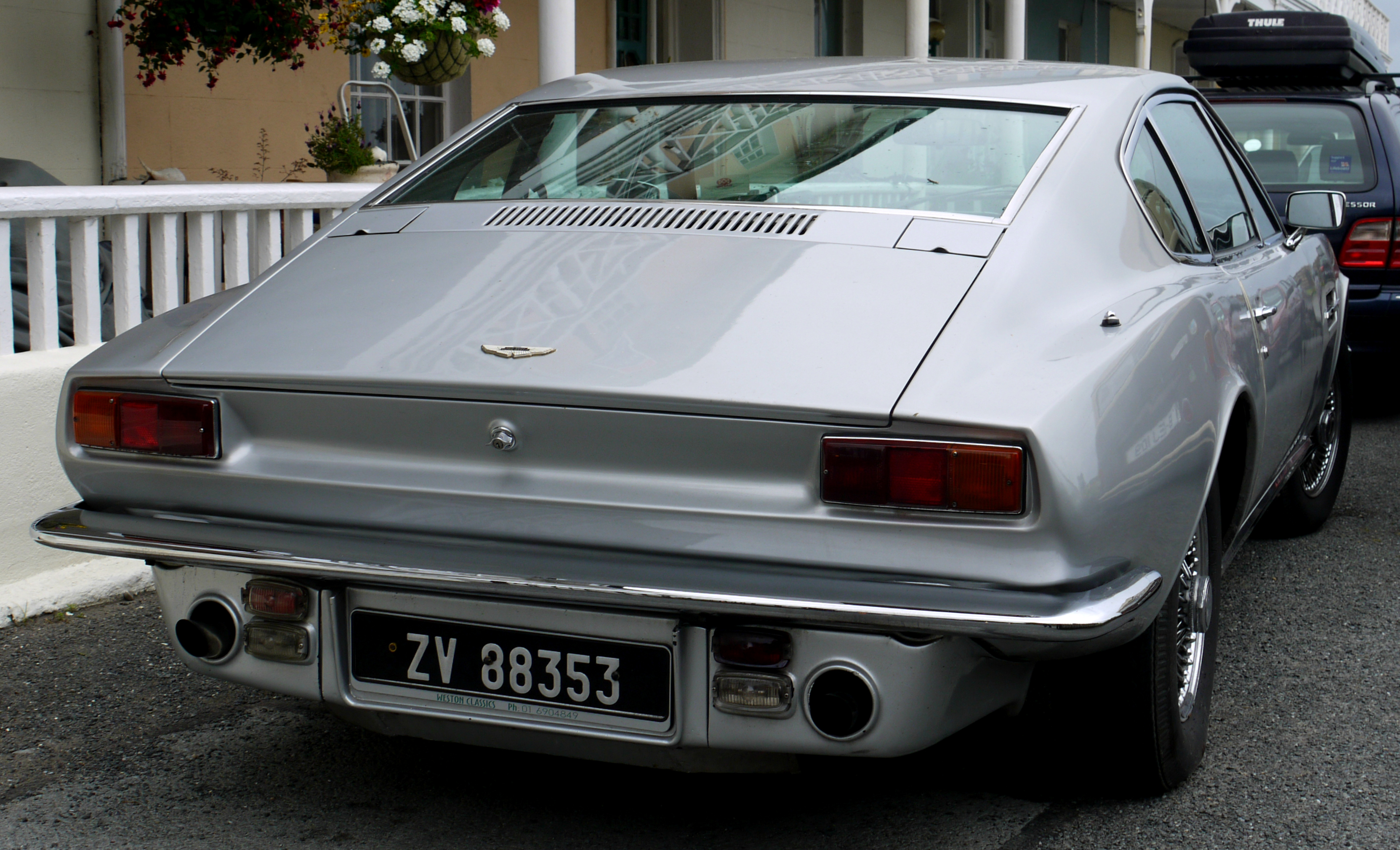
Una delle ultime DBS del 1972, si noti la griglia di sfogo dell'aria viziata tra lunotto e bagagliaio

Durante il 1971 l'Aston Martin entra in crisi finanziaria e David Brown decide di venderla alla Investor Company Developments, che ne assume la guida il 1º gennaio 1972. Nell'aprile del 1972, Aston Martin realizza le ultime 23 DBS sei cilindri e 34 DBS V8, completando il ciclo delle vetture prodotte da David Brown. Infatti questi modelli non vanno in pensione ma vengono solo ritoccati e rinominati, abbandonando la sigla "DB" dell'era David Brown, diventando la "nuova" Vantage (a 6 cilindri) e la "nuova" AM V8. Tecnicamente le "nuove" vetture corrispondono alle precedenti DBS Vantage e DBS V8 mentre esternamente hanno un nuovo frontale ispirato a quello della DB4, con due grandi proiettori rotondi anziché i precedenti quattro piccoli e una nuova griglia ottagonale.
Nel 1973 la Vantage va definitivamente in pensione, insieme alle ruote a raggi di serie e al glorioso 6 cilindri in linea di Tadek Marek, mentre la Aston Martin V8 continua ad essere prodotta, con vari restyling, fino al 1989.

## L'Aston Martin DBS e i media
Come altre vetture sportive anche la DBS recita come "attrice" sia per il cinema che per la TV.

### Agente 007 - Al Servizio Segreto di sua Maestà

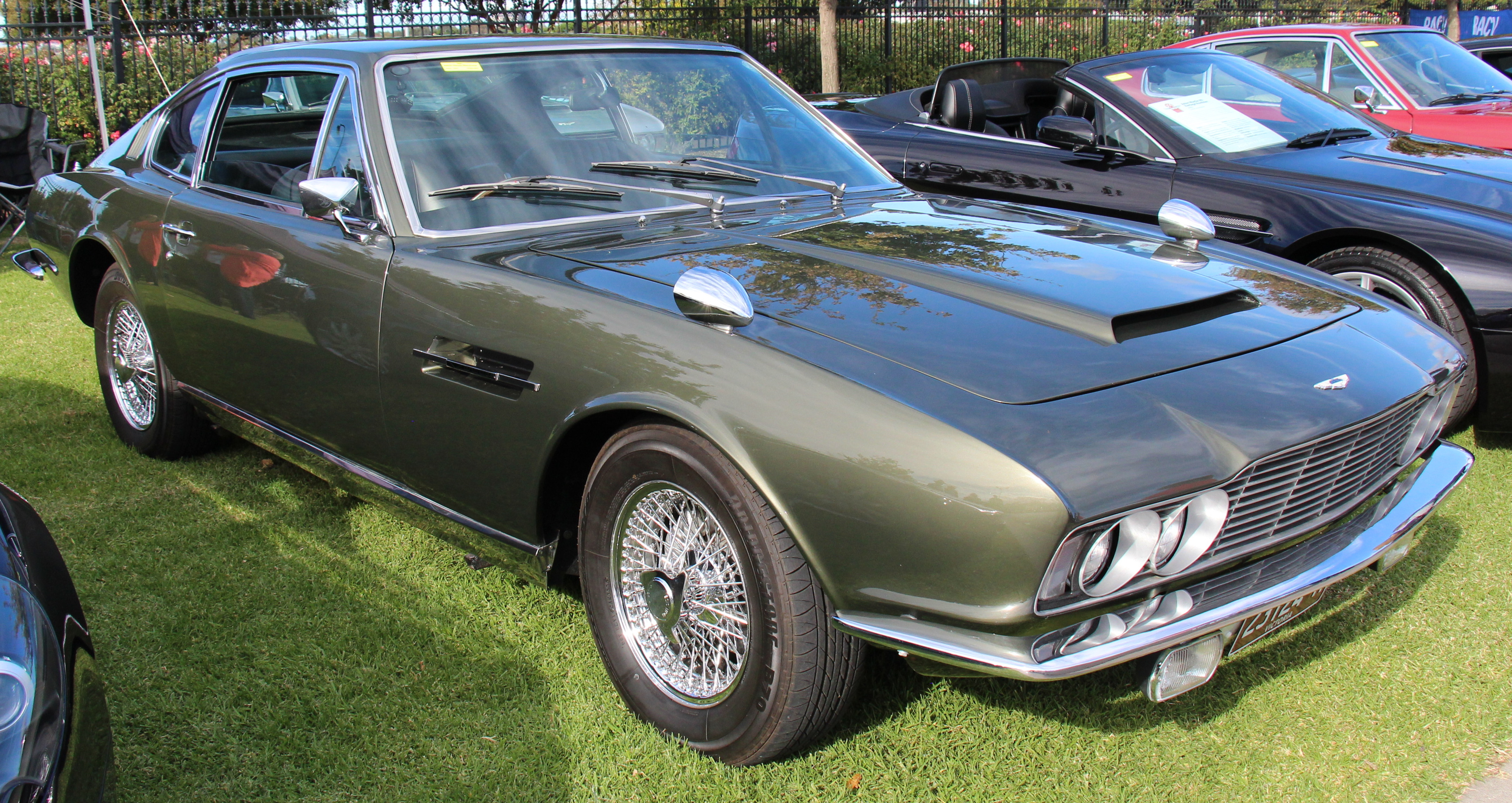
Una Aston Martin DBS Vantage identica a quella utilizzata nel film da 007

Come già la DB5 in Missione Goldfiger del 1964 anche un'Aston Martin DBS Vantage viene utilizzata da James Bond, interpretato da George Lazenby nel film Al servizio segreto di Sua Maestà del 1969. A differenza della precedente "Bond-car", l'Aston Martin DBS Vantage non è dotata di vetri antiproiettile o altri gadget, a parte un supporto per un fucile con mirino telescopico nel vano portaoggetti. Nelle scene finali del film Tracy, la moglie di Bond interpretata da Diana Rigg, viene uccisa proprio mentre è seduta nella macchina, adornata coi fiori per festeggiare le recenti nozze.
In una breve scena nel successivo film di 007, Una cascata di diamanti del 1971, appare anche un'altra DBS, che viene equipaggiata con missili dalla Sezione Q mentre Bond sta parlando al telefono con Q in persona.

### Attenti a quei dueǃ

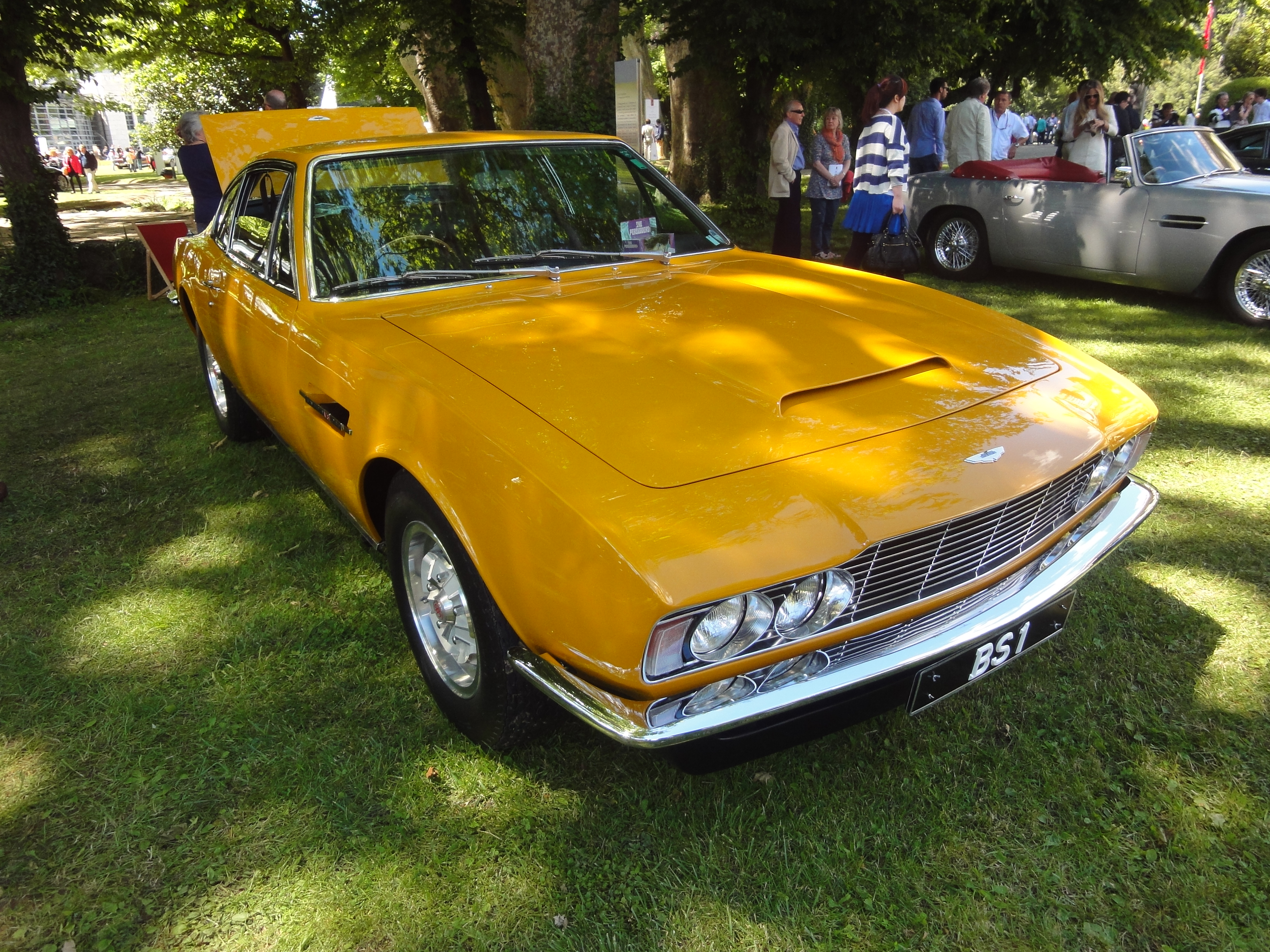
L'Aston Martin DBS Vantage di Attenti a quei dueǃ al Concorso Eleganza Villa d'Este 2013

Una DBS è stata utilizzata nella serie TV Attenti a quei due! (1971-1972), in cui Lord Brett Sinclair, il personaggio interpretato da Roger Moore, ne guida una. La DBS (6 cilindri, numero di telaioː 5636/R), fornita dalla Aston Martin ai produttori dello spettacolo, è verniciata in giallo "Bahama Yellow" ed è dotata di cerchi in lega e targhette per replicare una DBS V8. L'auto, che nella serie utilizza la targa personalizzata "BS 1", è stata venduta ad un cliente che se ne è a lungo preso cura, e poi è stata restaurata direttamente dalla Aston Martin prima di essere esposta nel 2013 a due dei concorsi automobilistici più esclusivi d'Europa, il Concorso d'Eleganza Villa d'Este e il Salon Privé Concours di Londra. Sia Roger Moore che il co-protagonista Tony Curtis hanno autografato la parte interna del bagagliaio dell'auto: Moore ai Pinewood Studios nel maggio 2003; Curtis all'Ippodromo di Cheltenham nell'ottobre 2008.

## Lagonda
Nel 1969, dopo l'uscita di scena della Rapide, il nome Lagonda viene riutilizzato per un prototipo a quattro porte della DBS. Il prototipo, numero di telaio MP230/1, è stato utilizzato da David Brown come auto personale, con targa JPP5G, fino al 1972. Tra il 1974 e il 1976 furono prodotte altre sette berline Lagonda a quattro porte basate sul prototipo del 1969, dotate però del frontale delle AM V8 a fari doppi e di una griglia Lagonda "a ferro di cavallo" al posto del frontale a quattro fari del prototipo.

## Caratteristiche tecniche
| Caratteristiche tecniche - Aston Martin DBS (Vantage) 1967                                                                        | Caratteristiche tecniche - Aston Martin DBS (Vantage) 1967 | Caratteristiche tecniche - Aston Martin DBS (Vantage) 1967 | Caratteristiche tecniche - Aston Martin DBS (Vantage) 1967 | Caratteristiche tecniche - Aston Martin DBS (Vantage) 1967 | Caratteristiche tecniche - Aston Martin DBS (Vantage) 1967 |
| --- | --- | --- | --- | --- | --- |
| | | | | | |
| Configurazione | | | | | |
| Carrozzeria: coupé 2 porte | Carrozzeria: coupé 2 porte | Posizione motore: anteriore longitudinale | Posizione motore: anteriore longitudinale | Trazione: [[Trazione posteriore posteriore\|posteriore posteriore]] | Trazione: [[Trazione posteriore posteriore\|posteriore posteriore]] |
| Dimensioni e pesi | | | | | |
| Ingombri (lungh.×largh.×alt. in mm): 4585 × 1829 × 1327                                                                           | Ingombri (lungh.×largh.×alt. in mm): 4585 × 1829 × 1327 | Ingombri (lungh.×largh.×alt. in mm): 4585 × 1829 × 1327 | Ingombri (lungh.×largh.×alt. in mm): 4585 × 1829 × 1327 | Diametro minimo sterzata: | Diametro minimo sterzata: |
| Interasse: 2610 mm | Interasse: 2610 mm | Carreggiate: anteriore 1500 - posteriore 1500 mm | Carreggiate: anteriore 1500 - posteriore 1500 mm | Altezza minima da terra: | Altezza minima da terra: |
| Posti totali: 4 | Posti totali: 4 | Bagagliaio: | Bagagliaio: | Serbatoio: 95 | Serbatoio: 95 |
| Masse | a vuoto: 1588 kg | a vuoto: 1588 kg | a vuoto: 1588 kg | a vuoto: 1588 kg | a vuoto: 1588 kg |
| Meccanica | | | | | |
| Tipo motore: 6 cilindri in linea, monoblocco e testata in lega leggera, raffreddamento ad acqua, 7 supporti di banco, canne umide | Tipo motore: 6 cilindri in linea, monoblocco e testata in lega leggera, raffreddamento ad acqua, 7 supporti di banco, canne umide | Tipo motore: 6 cilindri in linea, monoblocco e testata in lega leggera, raffreddamento ad acqua, 7 supporti di banco, canne umide | Cilindrata: (alesaggio x corsa: 96 x 92 mm) totale 3995 cm³ | Cilindrata: (alesaggio x corsa: 96 x 92 mm) totale 3995 cm³ | Cilindrata: (alesaggio x corsa: 96 x 92 mm) totale 3995 cm³ |
| Distribuzione: due alberi a camme in testa comandati da catena, 2 valvole per cilindro                                            | Distribuzione: due alberi a camme in testa comandati da catena, 2 valvole per cilindro | Distribuzione: due alberi a camme in testa comandati da catena, 2 valvole per cilindro | Alimentazione: 3 carburatori SU HD8 (3 carburatori Weber doppio corpo 45 DCOE9) | Alimentazione: 3 carburatori SU HD8 (3 carburatori Weber doppio corpo 45 DCOE9) | Alimentazione: 3 carburatori SU HD8 (3 carburatori Weber doppio corpo 45 DCOE9) |
| Prestazioni motore | Potenza: 282 CV 5500 giri/min (325 CV a 5750 giri/min) / Coppia: 38,6 Kgm a 4500 giri/min (40 Kgm a 4500 giri/min) | Potenza: 282 CV 5500 giri/min (325 CV a 5750 giri/min) / Coppia: 38,6 Kgm a 4500 giri/min (40 Kgm a 4500 giri/min) | Potenza: 282 CV 5500 giri/min (325 CV a 5750 giri/min) / Coppia: 38,6 Kgm a 4500 giri/min (40 Kgm a 4500 giri/min) | Potenza: 282 CV 5500 giri/min (325 CV a 5750 giri/min) / Coppia: 38,6 Kgm a 4500 giri/min (40 Kgm a 4500 giri/min) | Potenza: 282 CV 5500 giri/min (325 CV a 5750 giri/min) / Coppia: 38,6 Kgm a 4500 giri/min (40 Kgm a 4500 giri/min) |
| Accensione: a bobina e spinterogeno                                                                                               | Accensione: a bobina e spinterogeno | Accensione: a bobina e spinterogeno | Impianto elettrico: 12V | Impianto elettrico: 12V | Impianto elettrico: 12V |
| Frizione: monodisco a secco, presente solo se accoppiata col cambio manuale                                                       | Frizione: monodisco a secco, presente solo se accoppiata col cambio manuale | Frizione: monodisco a secco, presente solo se accoppiata col cambio manuale | Cambio: automatico a 3 marce Chrysler TorqueFlite o manuale ZF a 5 marce | Cambio: automatico a 3 marce Chrysler TorqueFlite o manuale ZF a 5 marce | Cambio: automatico a 3 marce Chrysler TorqueFlite o manuale ZF a 5 marce |
| Telaio | | | | | |
| Corpo vettura | pianale portante in acciaio scatolato | pianale portante in acciaio scatolato | pianale portante in acciaio scatolato | pianale portante in acciaio scatolato | pianale portante in acciaio scatolato |
| Sterzo | a cremagliera con servosterzo ZF | a cremagliera con servosterzo ZF | a cremagliera con servosterzo ZF | a cremagliera con servosterzo ZF | a cremagliera con servosterzo ZF |
| Sospensioni | anteriori: a ruote indipendenti, doppi quadrilateri, molle elicoidali, ammortizzatori idraulici telescopici coassiali, barra antirollio / posteriori: ponte De Dion, parallelogramma di Watt, doppi puntoni longitudinali di reazione, molle elicoidali, ammortizzatori idraulici a leva regolabili | anteriori: a ruote indipendenti, doppi quadrilateri, molle elicoidali, ammortizzatori idraulici telescopici coassiali, barra antirollio / posteriori: ponte De Dion, parallelogramma di Watt, doppi puntoni longitudinali di reazione, molle elicoidali, ammortizzatori idraulici a leva regolabili | anteriori: a ruote indipendenti, doppi quadrilateri, molle elicoidali, ammortizzatori idraulici telescopici coassiali, barra antirollio / posteriori: ponte De Dion, parallelogramma di Watt, doppi puntoni longitudinali di reazione, molle elicoidali, ammortizzatori idraulici a leva regolabili | anteriori: a ruote indipendenti, doppi quadrilateri, molle elicoidali, ammortizzatori idraulici telescopici coassiali, barra antirollio / posteriori: ponte De Dion, parallelogramma di Watt, doppi puntoni longitudinali di reazione, molle elicoidali, ammortizzatori idraulici a leva regolabili | anteriori: a ruote indipendenti, doppi quadrilateri, molle elicoidali, ammortizzatori idraulici telescopici coassiali, barra antirollio / posteriori: ponte De Dion, parallelogramma di Watt, doppi puntoni longitudinali di reazione, molle elicoidali, ammortizzatori idraulici a leva regolabili |
| Freni | anteriori: a disco / posteriori: a disco, con servofreno | anteriori: a disco / posteriori: a disco, con servofreno | anteriori: a disco / posteriori: a disco, con servofreno | anteriori: a disco / posteriori: a disco, con servofreno | anteriori: a disco / posteriori: a disco, con servofreno |
| Pneumatici | 8,10 X 15 / Cerchi: a raggi da 15" | 8,10 X 15 / Cerchi: a raggi da 15" | 8,10 X 15 / Cerchi: a raggi da 15" | 8,10 X 15 / Cerchi: a raggi da 15" | 8,10 X 15 / Cerchi: a raggi da 15" |
| Prestazioni dichiarate | | | | | |
| Velocità: 230 (252) km/h | Velocità: 230 (252) km/h | Velocità: 230 (252) km/h | Accelerazione: 0-100 Km/h: 7,1 s | Accelerazione: 0-100 Km/h: 7,1 s | Accelerazione: 0-100 Km/h: 7,1 s |
| Consumi | 14 l/100 km | 14 l/100 km | 14 l/100 km | 14 l/100 km | 14 l/100 km |
| Altro | | | | | |
| Note | Tra parentesi dati della versione Vantage | Tra parentesi dati della versione Vantage | Tra parentesi dati della versione Vantage | Tra parentesi dati della versione Vantage | Tra parentesi dati della versione Vantage |
| Fonte dei dati: | | | | | |

| Caratteristiche tecniche - Aston Martin DBS V8 (1970)                                                                        | Caratteristiche tecniche - Aston Martin DBS V8 (1970) | Caratteristiche tecniche - Aston Martin DBS V8 (1970) | Caratteristiche tecniche - Aston Martin DBS V8 (1970) | Caratteristiche tecniche - Aston Martin DBS V8 (1970) | Caratteristiche tecniche - Aston Martin DBS V8 (1970) |
| --- | --- | --- | --- | --- | --- |
| | | | | | |
| Configurazione | | | | | |
| Carrozzeria: coupé 2 porte                                                                                                   | Carrozzeria: coupé 2 porte | Posizione motore: anteriore longitudinale | Posizione motore: anteriore longitudinale | Trazione: [[Trazione posteriore posteriore\|posteriore posteriore]] | Trazione: [[Trazione posteriore posteriore\|posteriore posteriore]] |
| Dimensioni e pesi | | | | | |
| Ingombri (lungh.×largh.×alt. in mm): 4585 × 1829 × 1327                                                                      | Ingombri (lungh.×largh.×alt. in mm): 4585 × 1829 × 1327 | Ingombri (lungh.×largh.×alt. in mm): 4585 × 1829 × 1327 | Ingombri (lungh.×largh.×alt. in mm): 4585 × 1829 × 1327 | Diametro minimo sterzata: | Diametro minimo sterzata: |
| Interasse: 2610 mm | Interasse: 2610 mm | Carreggiate: anteriore 1500 - posteriore 1500 mm | Carreggiate: anteriore 1500 - posteriore 1500 mm | Altezza minima da terra: | Altezza minima da terra: |
| Posti totali: 4 | Posti totali: 4 | Bagagliaio: 255 dm3 | Bagagliaio: 255 dm3 | Serbatoio: | Serbatoio: |
| Masse | a vuoto: 1727 kg | a vuoto: 1727 kg | a vuoto: 1727 kg | a vuoto: 1727 kg | a vuoto: 1727 kg |
| Meccanica | | | | | |
| Tipo motore: 8 cilindri a V, monoblocco e testata in lega leggera, raffreddamento ad acqua, 5 supporti di banco, canne umide | Tipo motore: 8 cilindri a V, monoblocco e testata in lega leggera, raffreddamento ad acqua, 5 supporti di banco, canne umide | Tipo motore: 8 cilindri a V, monoblocco e testata in lega leggera, raffreddamento ad acqua, 5 supporti di banco, canne umide | Cilindrata: (alesaggio x corsa: 100 x 85 mm) totale 5340 cm³ | Cilindrata: (alesaggio x corsa: 100 x 85 mm) totale 5340 cm³ | Cilindrata: (alesaggio x corsa: 100 x 85 mm) totale 5340 cm³ |
| Distribuzione: due alberi a camme in testa per bancata comandati da catena, 2 valvole per cilindro                           | Distribuzione: due alberi a camme in testa per bancata comandati da catena, 2 valvole per cilindro | Distribuzione: due alberi a camme in testa per bancata comandati da catena, 2 valvole per cilindro | Alimentazione: iniezione meccanica Bosch | Alimentazione: iniezione meccanica Bosch | Alimentazione: iniezione meccanica Bosch |
| Prestazioni motore | Potenza: 325 CV 5500 giri/min / Coppia: 55,2 Kgm a 4500 giri/min | Potenza: 325 CV 5500 giri/min / Coppia: 55,2 Kgm a 4500 giri/min | Potenza: 325 CV 5500 giri/min / Coppia: 55,2 Kgm a 4500 giri/min | Potenza: 325 CV 5500 giri/min / Coppia: 55,2 Kgm a 4500 giri/min | Potenza: 325 CV 5500 giri/min / Coppia: 55,2 Kgm a 4500 giri/min |
| Accensione: elettronica | Accensione: elettronica | Accensione: elettronica | Impianto elettrico: 12V | Impianto elettrico: 12V | Impianto elettrico: 12V |
| Frizione: monodisco a secco Borg & Beck presente solo se accoppiata col cambio manuale                                       | Frizione: monodisco a secco Borg & Beck presente solo se accoppiata col cambio manuale | Frizione: monodisco a secco Borg & Beck presente solo se accoppiata col cambio manuale | Cambio: automatico a 3 marce Chrysler TorqueFlite o manuale ZF a 5 marce opzionale | Cambio: automatico a 3 marce Chrysler TorqueFlite o manuale ZF a 5 marce opzionale | Cambio: automatico a 3 marce Chrysler TorqueFlite o manuale ZF a 5 marce opzionale |
| Telaio | | | | | |
| Corpo vettura | pianale portante in acciaio scatolato | pianale portante in acciaio scatolato | pianale portante in acciaio scatolato | pianale portante in acciaio scatolato | pianale portante in acciaio scatolato |
| Sterzo | a cremagliera con servosterzo ZF | a cremagliera con servosterzo ZF | a cremagliera con servosterzo ZF | a cremagliera con servosterzo ZF | a cremagliera con servosterzo ZF |
| Sospensioni | anteriori: a ruote indipendenti, doppi quadrilateri, molle elicoidali, ammortizzatori idraulici telescopici coassiali, barra antirollio / posteriori: ponte De Dion, parallelogramma di Watt, doppi puntoni longitudinali di reazione, molle elicoidali, ammortizzatori idraulici telescopici coassiali | anteriori: a ruote indipendenti, doppi quadrilateri, molle elicoidali, ammortizzatori idraulici telescopici coassiali, barra antirollio / posteriori: ponte De Dion, parallelogramma di Watt, doppi puntoni longitudinali di reazione, molle elicoidali, ammortizzatori idraulici telescopici coassiali | anteriori: a ruote indipendenti, doppi quadrilateri, molle elicoidali, ammortizzatori idraulici telescopici coassiali, barra antirollio / posteriori: ponte De Dion, parallelogramma di Watt, doppi puntoni longitudinali di reazione, molle elicoidali, ammortizzatori idraulici telescopici coassiali | anteriori: a ruote indipendenti, doppi quadrilateri, molle elicoidali, ammortizzatori idraulici telescopici coassiali, barra antirollio / posteriori: ponte De Dion, parallelogramma di Watt, doppi puntoni longitudinali di reazione, molle elicoidali, ammortizzatori idraulici telescopici coassiali | anteriori: a ruote indipendenti, doppi quadrilateri, molle elicoidali, ammortizzatori idraulici telescopici coassiali, barra antirollio / posteriori: ponte De Dion, parallelogramma di Watt, doppi puntoni longitudinali di reazione, molle elicoidali, ammortizzatori idraulici telescopici coassiali |
| Freni | anteriori: a disco autoventilanti / posteriori: a disco autoventilanti, con servofreno | anteriori: a disco autoventilanti / posteriori: a disco autoventilanti, con servofreno | anteriori: a disco autoventilanti / posteriori: a disco autoventilanti, con servofreno | anteriori: a disco autoventilanti / posteriori: a disco autoventilanti, con servofreno | anteriori: a disco autoventilanti / posteriori: a disco autoventilanti, con servofreno |
| Pneumatici | 205 x 15 / Cerchi: in lega leggera da 15" | 205 x 15 / Cerchi: in lega leggera da 15" | 205 x 15 / Cerchi: in lega leggera da 15" | 205 x 15 / Cerchi: in lega leggera da 15" | 205 x 15 / Cerchi: in lega leggera da 15" |
| Prestazioni dichiarate | | | | | |
| Velocità: 259 km/h | Velocità: 259 km/h | Velocità: 259 km/h | Accelerazione: 0-100 Km/h: 6 s | Accelerazione: 0-100 Km/h: 6 s | Accelerazione: 0-100 Km/h: 6 s |
| Consumi | 14 l/100 km | 14 l/100 km | 14 l/100 km | 14 l/100 km | 14 l/100 km |
| Fonte dei dati: | | | | | |